# (9130) Galois
(9130) Galois (1998 HQ148) – planetoida z pasa głównego asteroid okrążająca Słońce w ciągu 3,64 lat w średniej odległości 2,37 j.a. Odkryta 25 kwietnia 1998 roku.